# Chellah
Chellah nebo Shalla (berbersky: Sla nebo Calla; arabsky شالة) je středověké opevněné muslimské pohřebiště v blízkosti města Rabat v Maroku, na jihu po levé straně řeky Bou Regreg. Na tomto místě Féničané založili obchodní centrum. Později se stalo součástí římské kolonie a spadalo pod provincii Mauretania Tingitana.
Místo dostalo název Sala od muslimských dobyvatelů severní Afriky, pravděpodobně v době Almohadů, poté bylo přebudováno ve 13. století. Ruiny středověké tvrze stále stojí. Berberští Almohadové využívali toto místo k pohřbívání členů královských rodin. Marínovci z místa vytvořili svaté pohřebiště zvané Chellah a vybudovali zde komplex včetně mešity, minaretu a královských hrobek. Minaret dnes již zruinované mešity, vybudovaný z kamene a dlaždic stále stojí.

## Historie

### Sala v době Féničanů
Féničané zřídili hned několik kolonií v místech, kde se dnes nachází stát Maroko. Usídlení podél břehů řeky Bou Regreg bylo známé jako Shalat. Později bylo pod kontrolou Kartága.

### Římská kolonie
Římané zde později vybudovali vlastní město Sala téměř na stejném místě. Římské město bylo podle Ptolemaia zváno Sala. Podle archeologických nálezů zde stálo město s typickou římskou architekturou; stála zde císařská cesta, Decumanus Maximus, fórum a vítězný oblouk. Sala byla centrem křesťanství již od 2. století
Římský hřbitov byl poté ve městě Latin.
Jedna ze dvou hlavní římských silnic v Mauretania Tingitana spojovala přes Atlantik města Iulia Constantia Zilil (Asilah), Lixus (Larache) a kolonii Sala. Další cesty byly pravděpodobně budovány směrem na jih, ze Saly do dnešní Casablanky, v té době zvané Anfa. Římané měli dvě hlavní přístavní města u Atlantiku na březích provincie; u kolonie Sala a města Lixus. Přístav Sala (dnes již neexistující) byl využíván pro obchodní lodě a byli zastávkou před Anfaou (Casablancou) a Insula Purpuraria (ostrov Mogador)
Sala náležela Římanům i po velkém rozpadu říše ve 4. století. Byla okupována římskými legionáři, stejně jako většina území kolonie Mauretania Tingitana. Římská vojska pobývala na tomto území až do konce 5. století. Archeologické nálezy z dob Vizigótů a Byzance byly také nalezeny v okolí Saly, čímž byl prokázán kontakt mezi Salou a Římskou říší a také byla důležitá při vzniku Byzantské říše během 7. století

### Muslimská Sala
Sala nadále existovala jako město, kde ji spravovali křesťanští Berbeři. V 7. století, kdy místo dobyli muslimští Arabové, však byla víceméně zničená. Byzantský guvernér této oblasti, hrabě Julián, kapituloval ve prospěch Uqba ibn Nafi v roce 683. Okolo roku 1030 byla Sala centrem rodiny Banu 'Ašhara. Po zániku Umájovské dynastie v roce 1031, obsadili Maghreb (dnešní Tunisko, Alžírsko a Maroko) Almoravci a vystavěli ve Sale nové budovy. Vybudovali na místě staré mešity Velkou mešitu v roce 1196.
V roce 1147 byli Almoravci sesazeni berberskými Almohady, kteří využili toto místo jako pohřebiště králů. Ve 13. století pak bylo vybudováno velké pohřebiště; muslimské centrum s mešitou, minaretem a královskými hrobkami bylo vybudováno v roce 1284 Abu Yusuf Yaqub ibn Abd al-Haqqem. Vysoký minaret dnes již zničené mešity stále stojí. Nedaleko minaretu je hrobka marínovského vládce Abu al-Hasan Ali ibn Othmana, známého jako Černý sultán.
Většina budov na tomto místě bylo zničeno v roce 1755 během Lisabonského zemětřesení. Místo se poté stalo zahradami a turistickou atrakcí. Dnes je součástí metropole Rabat.

## Místo hudby
Od roku 2005 se na ruinách Chellahu koná mezinárodní jazzový festival každý rok, zvaný Jazz au Chellah. Je také centrem každoročně pořádaného festivalu Mawazine v Rabatu, kde se hraje jazzová hudba, tradiční hudba, ale také další současně populární žánry.